# بریتنی جونز
بریتنی جونز (انگلیسی: Britney Jones؛ زادهٔ ۱ سپتامبر ۱۹۸۷) بازیکن بسکتبال اهل ایالات متحده آمریکا است.